# 224888 Cochingchu
224888 Cochingchu este un asteroid din centura principală de asteroizi.

## Descriere
224888 Cochingchu este un asteroid din centura principală de asteroizi. A fost descoperit pe 5 februarie 2007 la Observatorul Lulin de Ye Quan-Zhi și Hong Qin Lin. Asteroidul prezintă o orbită caracterizată de o semiaxă mare de 2,35 ua, o excentricitate de 0,17 și o înclinație de 2,8° în raport cu ecliptica.